# Józef Baum
Józef Baum von Appelshofen baron (ur. 12 października  1821 w Kopytówce, zm. w 11 marca 1883 w Wiedniu) – ziemianin, polityk i poseł na galicyjski Sejm Krajowy i do austriackiej Rady Państwa.

## Życiorys
Ukończył gimnazjum w Nowym Sączu oraz Akademię Wojskową w Wiedniu. Następnie służył jako oficer w armii austro-węgierskiej, od 1837 jako kadet a od 1844 jako podporucznik.  Po odziedziczeniu dóbr Kopytówka i Brzezinki w okolicach Zatora w 1844 zrezygnował z kariery wojskowej. Swoje majątki wkrótce doprowadził do dobrego stanu zyskując opinię dobrego gospodarza.Pod koniec XIX w. w skład dóbr Baumów z Kopytówki wchodziły m.in. cegielnia, folwark, karczma oraz gorzelnia. Gospodarstwo rolne składało się w sumie z niespełna 286 mórg, z czego 182 morgi stanowiły ziemie uprawne, 11 mórg łąki, 12 mórg pastwiska oraz 72 morgi lasu. W Kopytówce prowadził  także hodowlę koni arabskich. Cieszył się także zaufaniem okolicznych chłopów. Na przełomie lat sześćdziesiątych i  siedemdziesiątych XIX w. przebudował w stylu neogotyckim wg projektu Filipa Pokutyńskiego dwór w Kopytówce. Aleksander Wybranowski w swych wspomnieniach tak scharakteryzował postać Bauma: gleba, glinka urodzajna, gospodarstwo wzorowe, pałac razem z bardzo pięknemi murowanemi budynkami i ogrodem zbudował i założył Józef Baum, człowiek pełnego gustu i wielkiego w całym powiecie wadowickim u ludu zaufania, a może powiem i miłości, jakiej doznawał jako prezes rady powiatowej i  jako poseł z  mniejszej własności do sejmu, tudzież do rady państwa, kilkakrotnie przez samych chłopów wybierany [- -] Po ożenieniu się z panną Duninówną, siostrą Teodora i Tytusa, osiadłszy w Kopytówce, oddał się pracy i swoje późniejsze szerokie wykształcenie sobie zawdzięczał. Był na pozór skromny, a mimo to wielki wpływ wywierał swoim rozumem i powagą w życiu prywatnym i publicznem. 
Po wybuchu powstania styczniowego został w początkach 1863 członkiem Komitetu Obywatelskiego Galicji Zachodniej w Krakowie oraz organizatorem oddziałów wysyłanych za kordon do Królestwa Polskiego. Od lipca 1863 r. Józef Baum sprawował funkcję dyrektora Wydziału Wojskowego w Radzie Prowincjonalnej Galicji Zachodniej. Aresztowany w sierpniu 1863 i przewieziony do lwowskiego więzienia w dawnym klasztorze karmelitów. W czerwcu 1864 sąd wojenny uwolnił go z braku dowodów winy. 

Był członkiem Rady Powiatowej i prezesem Wydziału Powiatowego w Wadowicach (1867-1883). Zaangażowany na rzecz rozwoju Wadowic, działał na rzecz powstania w tym mieście  czteroklasowego gimnazjum humanistycznego z polskim językiem wykładowym (1866) a następnie rozwoju tej placówki. Jego staraniem m.in. wybudowano w 1874 nowy budynek gimnazjum. Dzięki jego energii powstał także Sąd Obwodowy w Wadowicach (1876). Działał także na rzecz przeprowadzenia przez miasto linii kolejowych: Bielsko – Kraków oraz Trzebinia – Skawce. Jako pierwszy w Galicji założył najpierw Powiatową Kasę Oszczędności w Wadowicach a następnie w całym powiecie gminne kasy oszczędności. Tuż przed śmiercią Józef Baum był zaangażowany we wspieranie władz miejskich w staraniach o włączenie Wadowic do grona większych miast galicyjskich. Starania te ostatecznie zostały uwieńczone sukcesem w 1899, gdy na mocy ustawy państwowej Wadowice uznano za jedno z trzydziestu tzw. ważniejszych miast Galicji. Od 1876 do 1883 pełnił funkcję prezesa Towarzystwa Wzajemnych Ubezpieczeń w Krakowie.

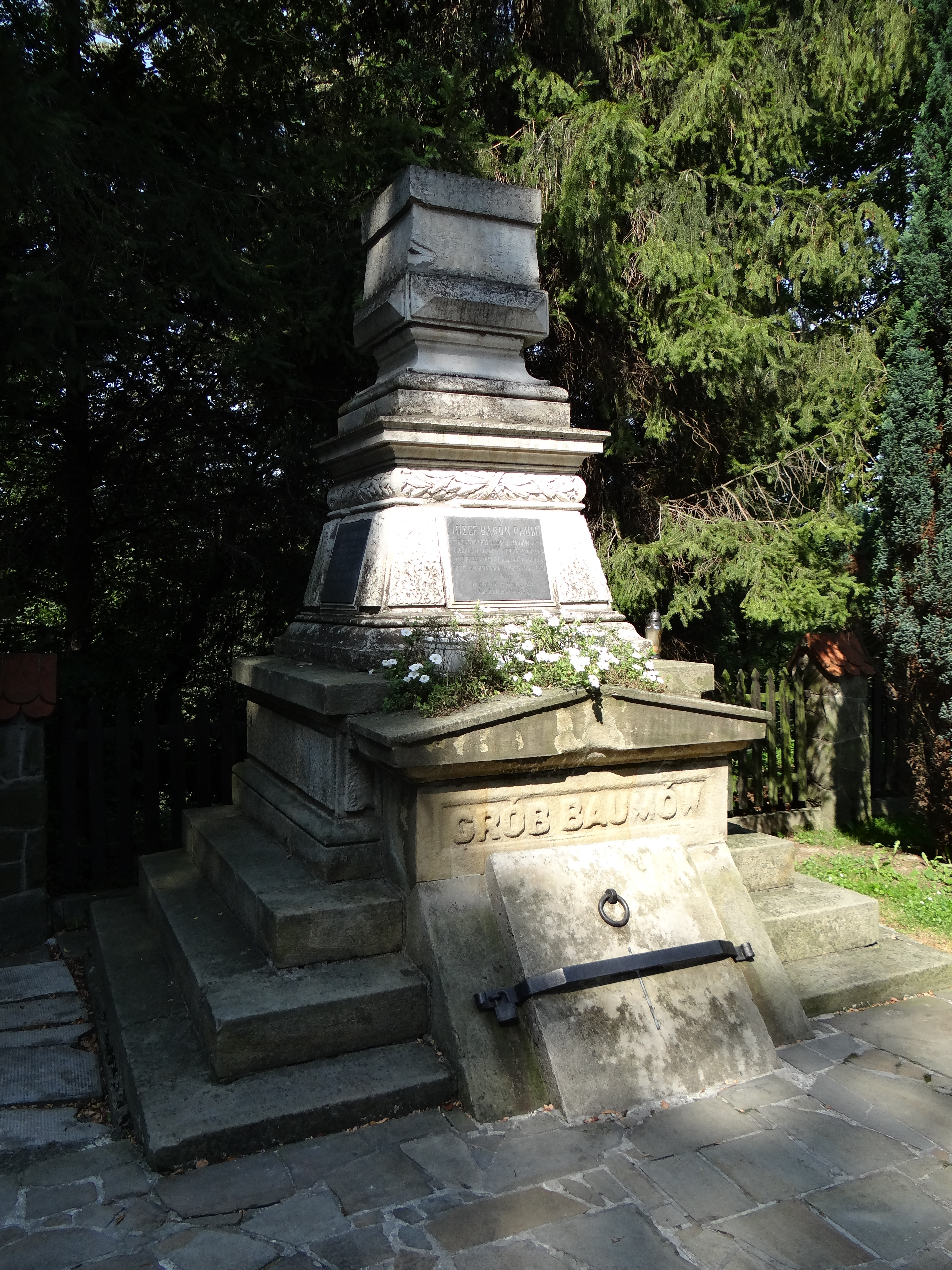
Grobowiec Baumów przed kościołem w Marcyporębie

Poseł do Sejmu Krajowego Galicji I kadencji (15 kwietnia 1861 - 15 stycznia 1865), III kadencji (20 sierpnia 1870 - 26 kwietnia 1876) i IV kadencji (8 sierpnia 1877 - 21 października 1882). Wybierany w  kurii IV (gmin wiejskich), z okręgu wyborczego nr 71 Wadowice-Kalwaria. W I kadencji Sejmu 15 stycznia 1865 zrezygnował, na jego miejsce 30 listopada 1865 wybrano Ludwika Kapiszewskiego.
Poseł do Rady Państwa V kadencji (4 listopada 1873 - 22 maja 1879) i VI kadencji (7 października 1879 - 11 marca 1883), wybierany w kurii IV (gmin wiejskich) w okręgu wyborczym nr 3 (Wadowice-Andrychów-Kalwaria-Myślenice-Jordanów-Maków). Po jego śmierci jego mandat po wyborach uzupełniających objął 4 grudnia 1883 Ignacy Zapałowicz. W parlamencie należał do grupy posłów konserwatywnych (stańczyków) Koła Polskiego w Wiedniu, w latach 1873-1883 była wiceprezesem Koła. Ściśle współpracował z prezesem Koła Kazimierzem Grocholskim i ministrem skarbu Julianem Dunajewskim. Mimo że z przekonań konserwatysta, w Kole był rzecznikiem współpracy z kręgami liberalnymi. Był zagorzałym zwolennikiem wieloletniego ministra do spraw Galicji – Floriana Ziemiałkowskiego. 
Ciężko chory na serce, umarł nagle w Wiedniu. Został pochowany w grobowcu rodzinnym na cmentarzu parafialnym przy kościele św. Marcina w Marcyporębie.

## Wyróżnienia
W 1877 postawiono pomnik z popiersiem Józefa Bauma (dziś nieistniejący) w Wadowicach przed gmachem Sądu Obwodowego. 

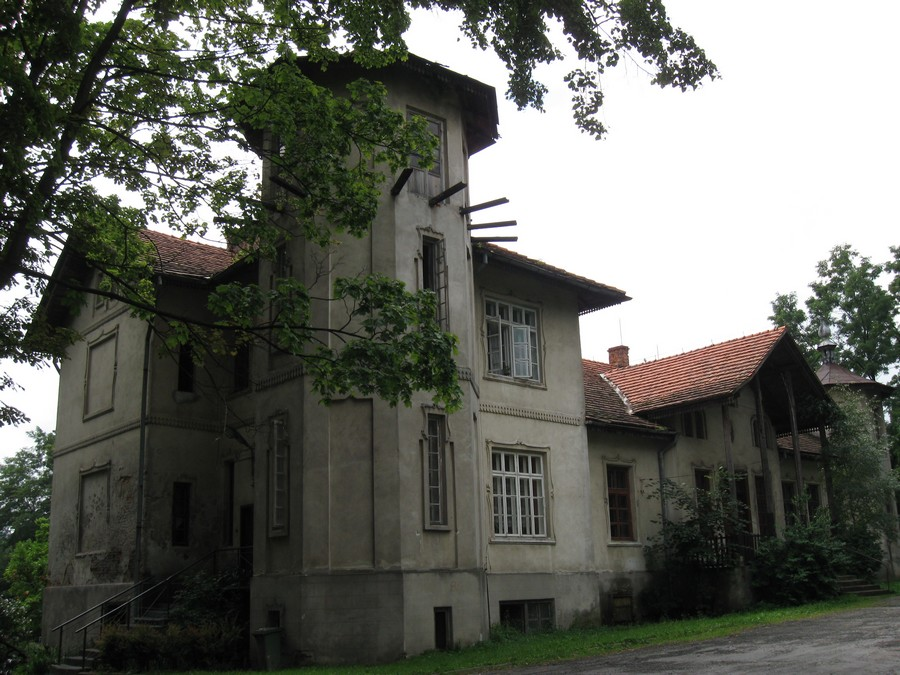
Dwór w Kopytówce (stan obecny)

## Rodzina
Pochodził z ziemiańskiej rodziny, która przybyła w XVIII wieku z Augustem II do Polski. Był synem starosty bocheńskiego Antoniego (1763-1829) i jego drugiej żony Heleny z Walczaków (1796-1884). Miał rodzeństwo: siostrę Karolinę (1814-1876) oraz braci: dyplomatę Karola Augusta (1815-1875), urzędnika Heinricha Antona (1817-1907), oficera armii austro-węgierskiej Antona (1819-1888) i ziemianina Ferdynanda (1823-1892). Żonaty był z Walerią Duninówną, z którą miał dwoje dzieci, zmarłych w dzieciństwie syna Wiktoria Józefa (1845-1846) i córkę Józefę (1854-1854).  